# グスタフ・マーラー
グスタフ・マーラー（Gustav Mahler, 1860年7月7日 - 1911年5月18日）は、主にオーストリアのウィーンで活躍した作曲家、指揮者。交響曲と歌曲の大家として知られる。

## 生涯

### 出生

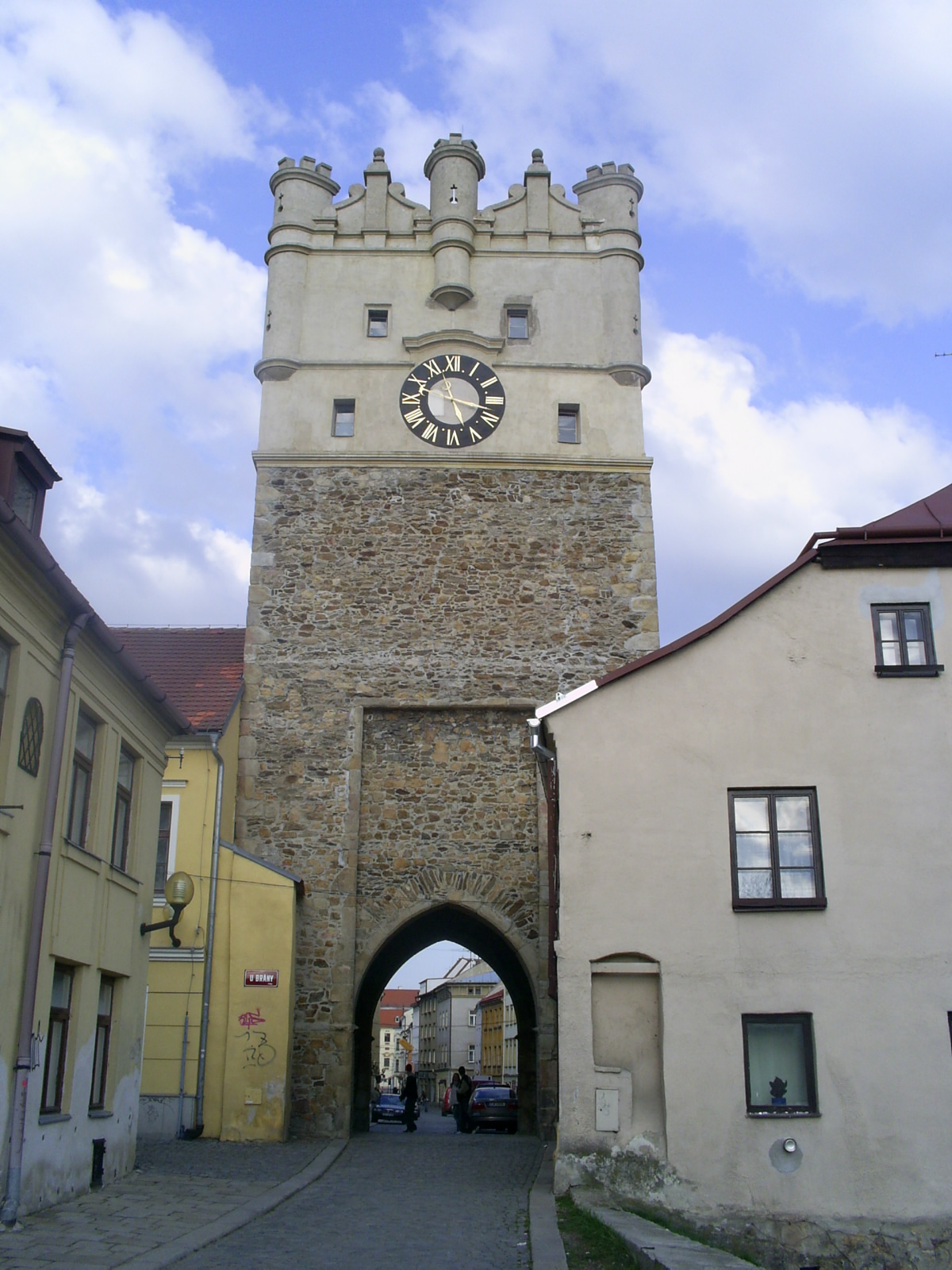
マーラーの生家

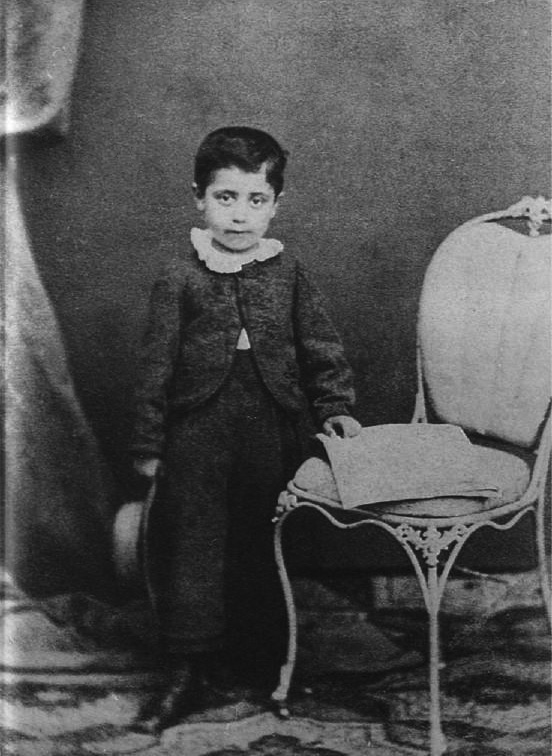
1865年のマーラー

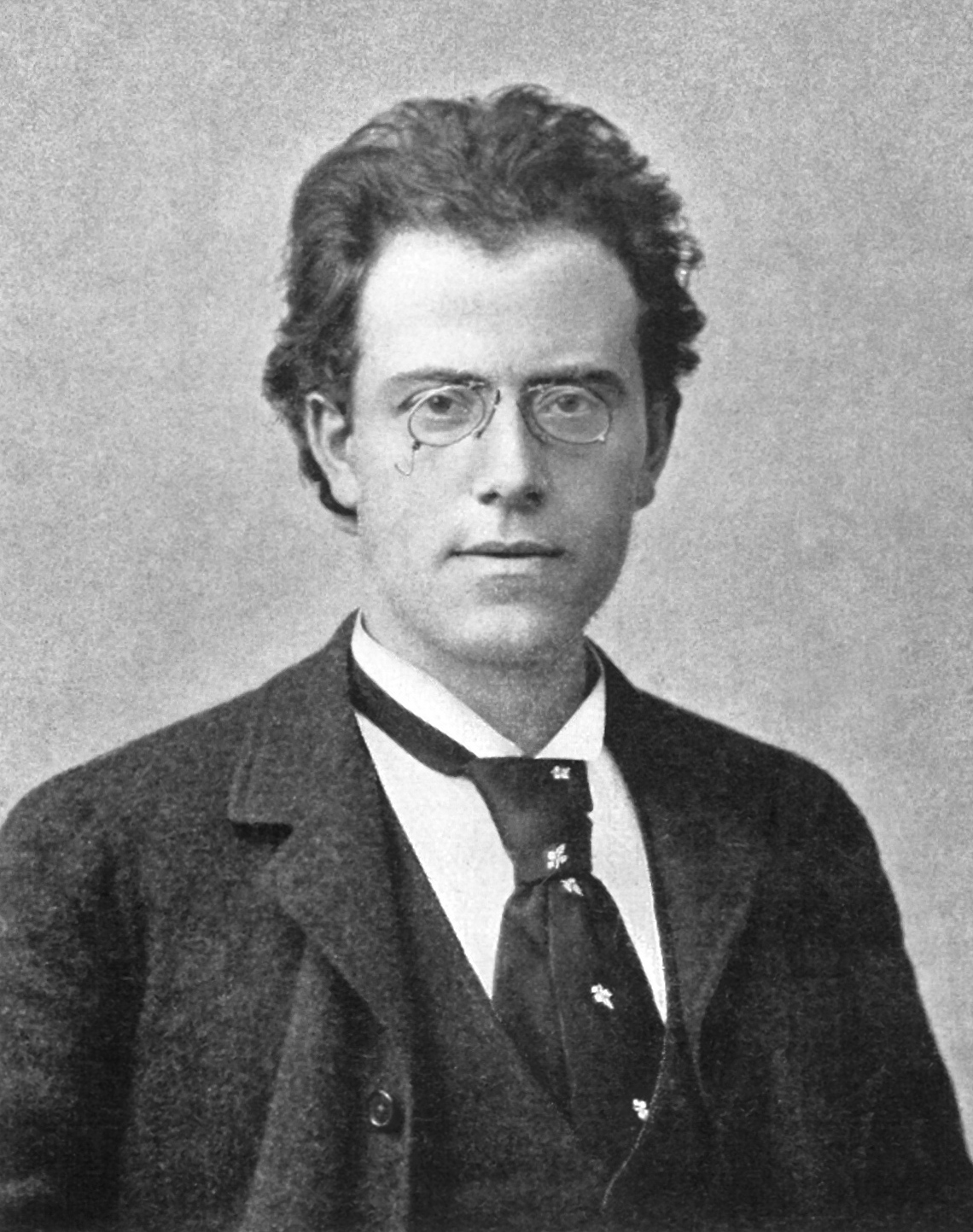
1892年のマーラー

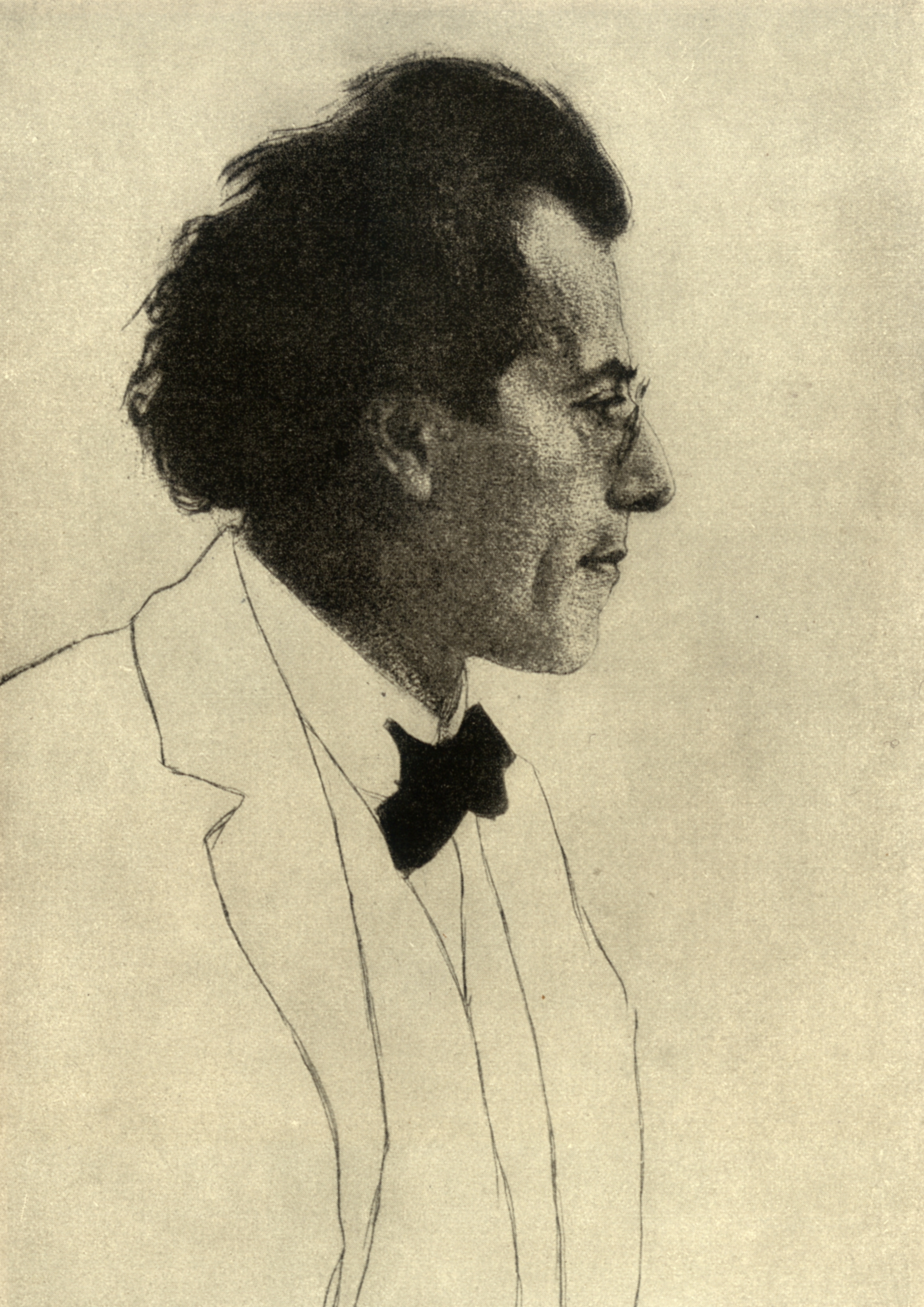
1902年のマーラー

1860年 7月7日、父ベルンハルト・マーラー（Bernhard Mahler, 1827年 - 1889年）と母マリー・ヘルマン（Marie Hermann, 1837年 - 1889年）の間の第2子として、オーストリア帝国に属するボヘミア王国のイーグラウ（Iglau、現チェコのイフラヴァ Jihlava）近郊のカリシュト村（Kalischt、現チェコのカリシュチェ Kaliště）に生まれた。
父ベルンハルトは強く精力的な人物だった。当初は荷馬車での運搬業（行商）を仕事にしており、馬車に乗りながらあらゆる本を読んでいたため「御者台の学者」というあだ名で呼ばれていた。独力で酒類製造業を開始し、ベルンハルトの蒸留所を家族は冗談で「工場」と呼んでいた。ユダヤ人に転居の自由が許されてから一家はイーグラウに移住し、そこでも同じ商売を始める。当時のイーグラウにはキリスト教ドイツ人も多く住んでおり、民族的な対立は少なかった。事業を成功させたベルンハルトは「ユダヤ人会」の役員を務めるとともに、イーグラウ・ユダヤ人の「プチ・ブルジョワ」としてドイツ人と広く交流を持った。グスタフをはじめとする子供たちへも同様に教育を施し、幼いグスタフはドイツ語を話し、地元キリスト教教会の少年合唱団員としてキリスト教の合唱音楽を歌っていた。息子グスタフの音楽的才能をいち早く信じ、より良い音楽教育を受けられるよう尽力したのもベルンハルトである。彼は強い出世欲を持ち、子供たちにもその夢を託した。
母マリーもユダヤ人で、石鹸製造業者の娘だった。ベルンハルトとは20歳の時に結婚している。家柄は良かったが心臓が悪く生まれつき片足が不自由であり、自分の望む結婚はできなかったという。アルマ・マーラーは「あきらめの心境でベルンハルトと愛のない結婚をし、結婚生活は初日から不幸であった」と書き記している。その結婚自体は理想的な形で実現したとは言えないものの、夫妻の間には前述の通り多くの子供が生まれている。ただし身体の不自由なマリーは、教育熱心な夫ベルンハルトと違い母親としての理想的な教育を子供たちに施すことができなかった。グスタフは生涯この母親に対し「固定観念と言えるほど強い愛情」を持ち続けた。
夫妻の間には男子が11人、女子が3人の計14人の子供が産まれている。しかし半数の7名は幼少時に様々な病気で死亡し第一子（長男）のイージドールも早世しており、グスタフはいわば長男として育てられた。そのなか心臓水腫に長期間苦しんだ弟エルンストは、少年期のグスタフにとって悲しい体験となった。グスタフは盲目のエルンストを愛し、彼が死去するまで数ヶ月間ベッドから離れずに世話をしたという。
ベルンハルトの母（グスタフの祖母）も、行商を生業とする剛毅な人間だった。18歳の頃から大きな籠を背に売り歩いていた。晩年には、行商を規制したある法律に触れる事件を起こし、重刑を言い渡されたが、刑に服する気はなく、ただちにウィーンへ赴き皇帝フランツ・ヨーゼフ1世に直訴する。皇帝は彼女の体力と80歳という高齢に感動し、特赦した。グスタフ・マーラーの一徹な性格はこの祖母譲りだとアルマは語っている。

### 成長と音楽家への歩み
本人の回想によれば、グスタフは4歳の頃、アコーディオンを巧みに演奏したとされる。5歳の頃、母方の祖父母の家を訪問した際、姿を消し長時間捜索されるが、見つかった彼は屋根裏でピアノをいじっていた。その時に父ベルンハルトはグスタフが音楽家に向いていることを確信したという。1869年にイーグラウのギムナジウムに入学。10歳となった1870年10月13日には、イーグラウ市立劇場での音楽会にピアニストとして出演した。ただし曲目は不明である。1871年にはプラハのギムナジウムに移りユダヤ人商人のモーリッツ・グリューンフェルトのもとに下宿する。
1872年、イーグラウに帰郷。ギムナジウムの式典ホールでピアノ演奏を行った。
1875年、ウィーン楽友協会音楽院（現ウィーン国立音楽大学）に入学。同級生にはフーゴ・ヴォルフなどがいた。ピアノをユリウス・エプシュタインに、和声学をロベルト・フックスに、対位法と作曲をフランツ・クレンに学んだ。この年に弟エルンストが死去する。
1876年にはピアノ四重奏曲を作曲。またウィーン楽友協会音楽院でフランツ・シューベルトのピアノ・ソナタ演奏によりピアノ演奏部門一等賞を、ピアノ曲で作曲部門一等賞を受賞した。
1877年、ウィーン大学の哲学部に入学する。そこでマーラーはドイツの古典文学やギリシャ美術史などを学んだ。当時のウィーン大学にはエドゥアルト・ハンスリックによる音楽美学やアントン・ブルックナーの和声学の講義などが開かれていたがマーラーがこの講義を受けていたかは定かではない。一方でその年行われたブルックナーの交響曲第3番の初演に立ち会ったり、ウィーンの音楽出版社「ベーゼンドルファー・ウント・レティヒ」の社長であるテオドール・レティヒの委嘱から同曲の4手連弾のための編曲を施すなど、ブルックナーとは深い交友関係を結んだ。
1878年、作曲賞を受け、7月11日に卒業。

### 指揮者・交響曲作曲家としての活躍
音楽院を卒業したマーラーは最初、ピアノの家庭教師やリサイタルの伴奏などをこなしながら糊口を凌いでいた。一方でこうした経済的な苦境を知ったテオドール・レティヒは、自身のコネクションを通じて劇場関係の仕事を斡旋するようマーラーに約束した。
レティヒの紹介によって1880年5月、マーラーはリンツの温泉保養地バート・ハルで夏の間だけ開かれる小さな劇場の楽長のポストを得るも、すぐに劇場の運営資金が底を尽き閉鎖してしまう。その年の11月、ベヒシュタインの民話を題材にしたカンタータ『嘆きの歌』を完成させ、翌1881年、ベートーヴェン賞にこの作品を応募するも落選してしまう。
1881年の秋、ライバッハ市立劇場の楽長となるも、1882年には契約は更新されず職を解かれてしまう。
1883年1月、オルミュッツの王立市民劇場の楽長となるも、マーラーが着任した時点で深刻な資金難であったことや楽団員たちの士気も低かったことから３月には劇場が閉鎖してしまう。またオリュミッツ劇場時代に上演したビゼーのオペラ「カルメン」は演出家の興味を惹き、カッセル王立劇場への推薦を得ることになる。
9月にはカッセル王立劇場の次席楽長となるも、待遇の問題から当初3年の契約の満了を待たずに翌1884年に辞任した。また同じ頃、マーラーはライプツィヒ市立劇場との6年間の契約を結ぶことに成功する。6月、カッセルでの音楽祭でフェリックス・メンデルスゾーンの『聖パウロ』を指揮して、成功を収めカッセルを後にした。この時期、マーラーにとって念願でもあったバイロイト音楽祭を見に行くことができ、ワーグナーのオペラ「パルジファル」を観劇した。
1885年にはオーストリア皇帝フランツ・ヨーゼフ2世の臨席の下、プラハでデビューを飾る。
ライプツィヒ市立劇場では当時、首席指揮者としてアルトゥール・ニキシュが活躍しており、マーラーとニキシュの指揮者としての芸風の違いは当時のライプツィヒの聴衆を大いに盛り上げた。

1887年2月にはニキシュが病気療養のため首席指揮者としてのポストを辞任し、マーラーがその地位に繰り上がる。この頃、マーラーは指揮者としてワーグナーの『ニーベルングの指環』やウェーバーの未完のオペラ『3人のピント』の補筆完成などを行っている。

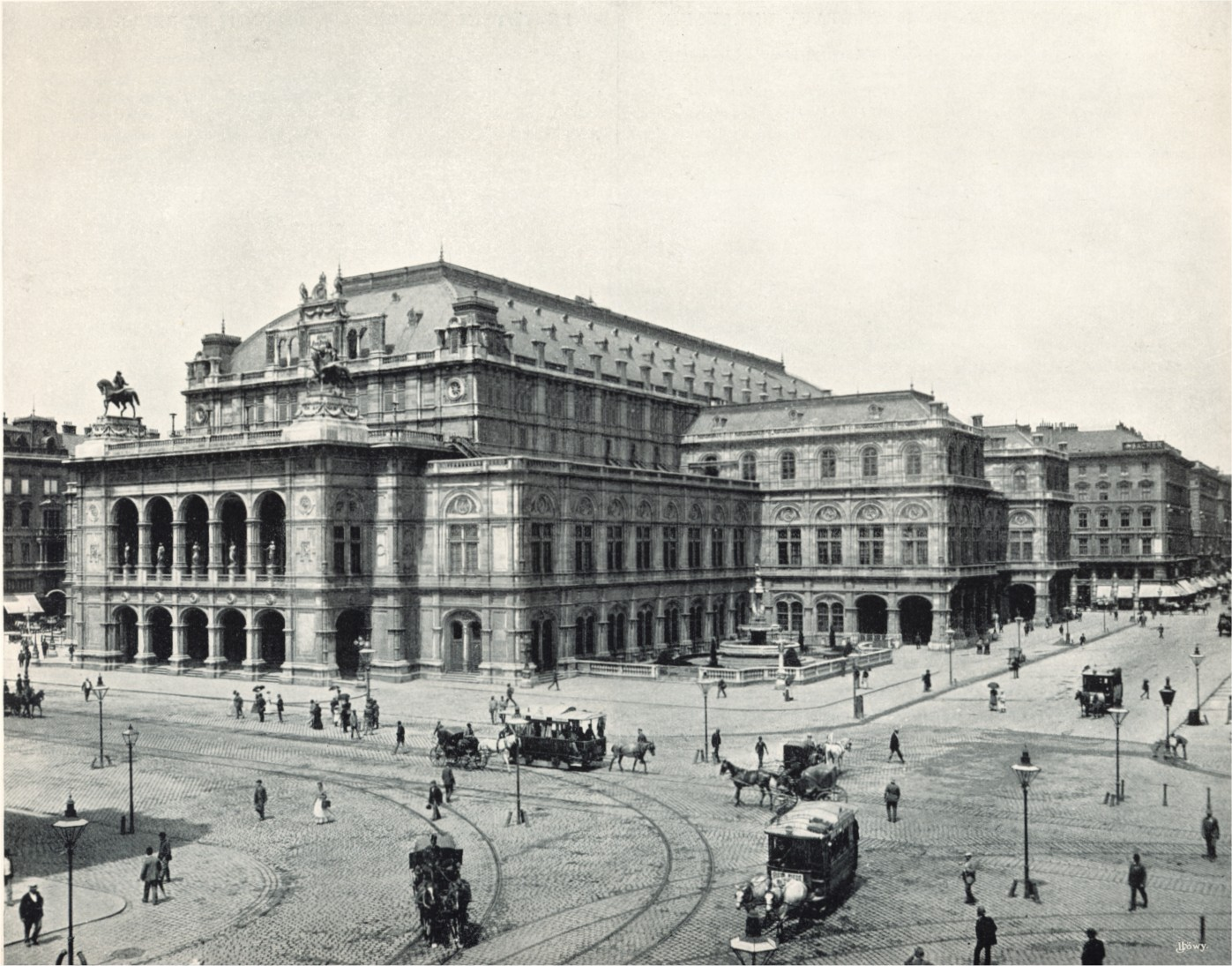
ウィーン宮廷歌劇場

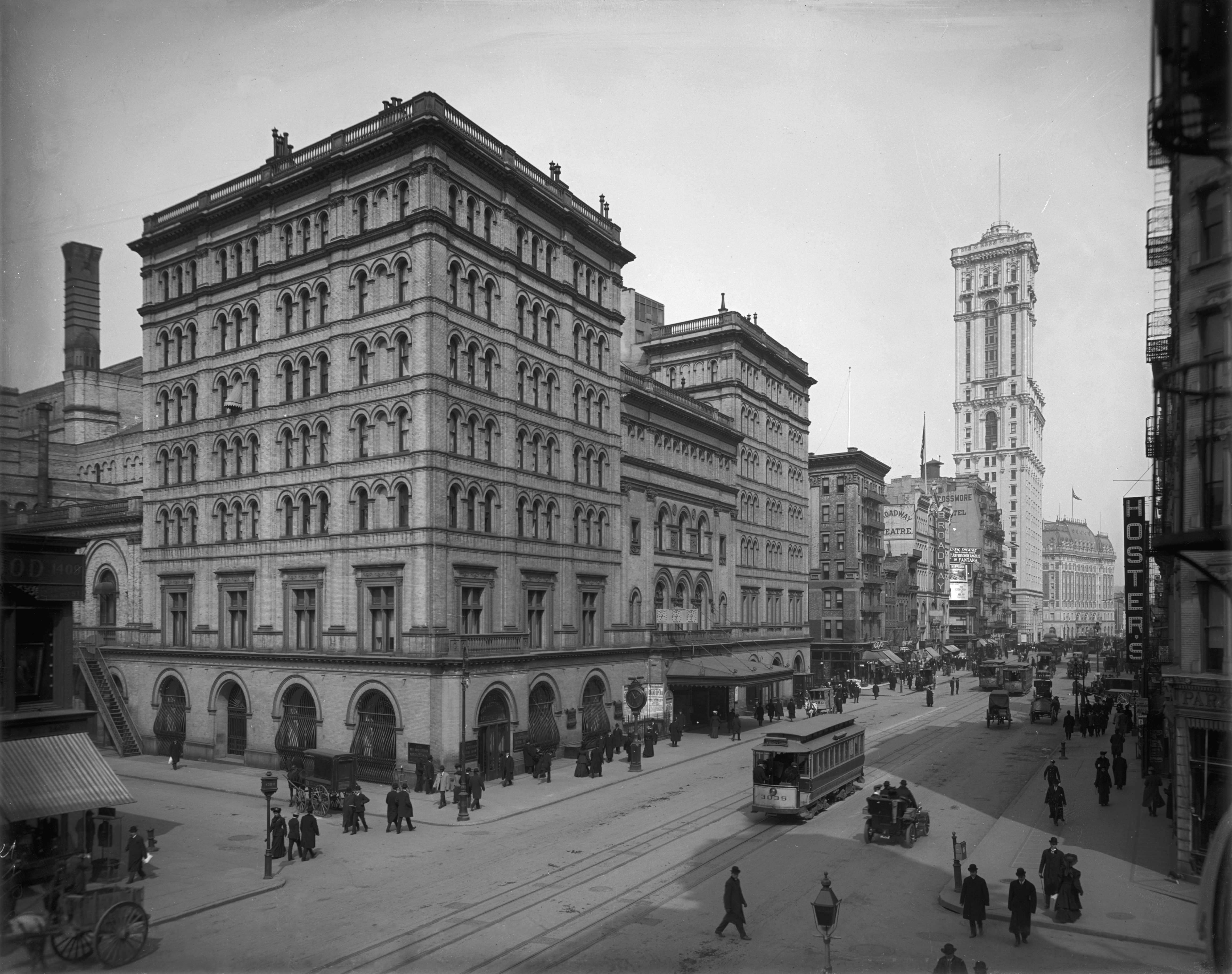
メトロポリタン歌劇場

1888年、交響曲第1番ニ長調の第1稿を完成させる。またハンス・フォン・ビューローの追悼式での経験から交響詩「葬礼」を完成させる。一方で劇場では舞台監督との人間関係が悪化し辞任し、その年の秋、ブダペスト王立歌劇場の芸術監督となる。
1889年1月、リヒャルト・ワーグナーの『ラインの黄金』と『ワルキューレ』のカットのない初演をして模範的演奏として高い評価を得た。
11月20日、自身の交響曲第1番を「2部からなる交響詩」として初演する。一方でこの「交響詩」の初演に立ち会った音楽評論家のアウグスト・ベーアは翌21日の新聞の演奏会評にて「無形式」「誇張的表現」などと評し、また第3楽章の「カロ風の葬送行進曲」から明らかに聴衆の興味が減退していったと報告した。
またこの時期、マーラーはワーグナーのオペラをハンガリー語に翻訳したり、ハンガリー人の歌手を積極的に起用するなど、現地の熱烈なナショナリズムを宥めつつ、自身の地位向上に活かしていった。
しかしこの年、2月に父を、10月に母、またウィーンで結婚生活を送っていた妹のレオポルディーネと、続けざまに家族を失っている。
1890年に上演したモーツァルトのオペラ『ドン・ジョバンニ』にはブラームスが観劇に出かけ、その内容を非常に評価した。またマスカーニのオペラ『カヴァレリア・ルスティカーナ』の上演も行い、成功を収めた。
1891年1月、ブダペスト王立歌劇場の支配人がフォン・ベニツキーから、ゲザ・ツィヒー伯爵へと交代すると、音楽監督の権限の縮小をマーラーに求め、最終的に補償金を受け取る代わりに契約満了を待たずに芸術監督の座を辞任した。
1891年4月、ハンブルク歌劇場の第一楽長となる。ハンブルク歌劇場では指揮者のハンス・フォン・ビューローが活躍しており、ビューローはマーラーの指揮の才能を評価しつつも、彼の作品については認めなかった。楽長就任に先駆けた3月29日にワーグナーのオペラ『タンホイザー』でデビューする。
ハンブルク歌劇場でマーラーはワーグナーの『ニーベルングの指環』や『トリスタンとイゾルデ』などを指揮した他、ロンドンへの海外公演にも随伴した。特にこのロンドンでの公演は大成功を収めた。
1892年1月19日、ハンブルク市立劇場で行われたピョートル・チャイコフスキーのオペラ『エフゲニー・オネーギン』のドイツ初演を指揮した。
1894年の夏、マーラーはザルツブルクの東に位置するアッター湖の辺りにある村シュタインバッハに作曲小屋を建てる。以来、マーラーは死去するまで毎年の夏休みにこの湖畔の作曲小屋を訪れては一気呵成に自作の交響曲などを完成させるようになる。
1894年12月18日、交響曲第2番ハ短調が完成し、翌1895年12月13日、全曲初演された。1896年には交響曲第3番ニ短調も完成した。またこの時期、ハンブルク歌劇場に助手としてブルーノ・ワルターが就任する。以来、マーラーとワルターとは師弟関係として、また友人としての関係が続く。
1897年1月、ハンブルク歌劇場を辞任し、ユダヤ教からローマ・カトリックに改宗、5月、ウィーン宮廷歌劇場（現在のウィーン国立歌劇場）第一楽長に任命され、10月に芸術監督となった。1898年にはハンス・リヒターの後任としてウィーン・フィルハーモニーの指揮者となる。
一方でマーラーは自身がオーケストレーションを施したベートーヴェンの交響曲や自作の交響曲第1番などを上演した結果、楽団員や聴衆からの反感を買ってしまう。
1899年、南オーストリア・ヴェルター湖岸のマイアーニック（Maiernigg）に作曲のための山荘（別荘）を建て交響曲第4番ト長調に着手し、翌1900年に完成する。この年、パリ万国博覧会にウィーン・フィルを率いて演奏旅行へ出かけた。
1901年4月、ウィーンの聴衆や評論家との折り合いが悪化し、ウィーン・フィルの指揮者を辞任（ウィーン宮廷歌劇場の職は継続）。
12月、「私の音楽を君自身の音楽と考えることは不可能でしょうか。二人の作曲家の結婚をどう考えますか」と結婚前のアルマ・シントラーに作曲をやめるように申し出、彼女はその後作曲の筆を折った。なお、アルマはアレクサンダー・フォン・ツェムリンスキーに作曲を習い14曲の歌曲を残しており、これはウニヴェルザール出版社より出版されている。1902年3月、マーラーは当時23歳のアルマとウィーンのカール教会で結婚式を挙げた。
この頃よりマーラーはウィーン分離派の画家アルフレート・ロラーとカール・モルと知り合い、自身が指揮を執る新制作のオペラの舞台美術を担当させる。このロラーとモルによる舞台美術と演出はワーグナーの『トリスタンとイゾルデ』やベートーヴェンの『フィデリオ』、モーツァルトの『ドン・ジョバンニ』、『フィガロの結婚』などで成功を収め評判を呼んだ。

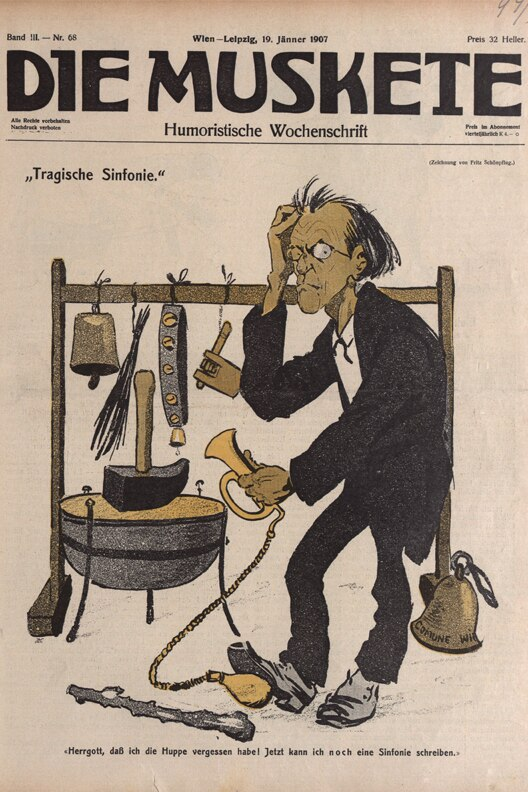
交響曲第6番に使用されたパーカッションの多さと奇抜さを風刺したカリカチュア

この年の夏にマイアーニックの山荘で『交響曲第5番嬰ハ短調』が完成。10月、長女マリア・アンナ（愛称プッツィ）が誕生する。
1903年には、オーストリア皇帝フランツ・ヨーゼフ1世から第三等鉄十字勲章を授与された。この年、次女アンナ・ユスティーネ（愛称グッキー）も生まれた。

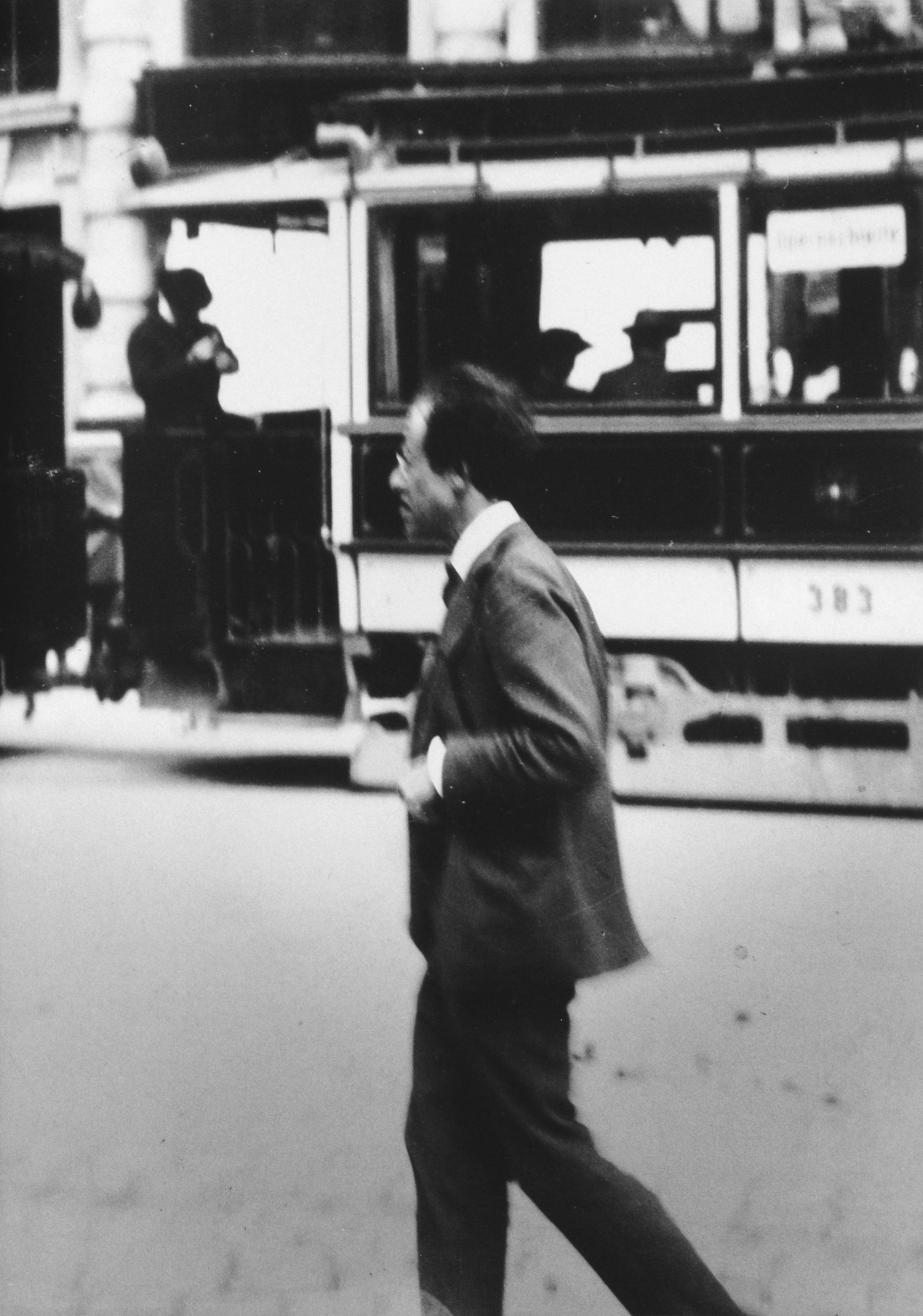
マーラー、1904年頃

1904年4月、シェーンベルクとツェムリンスキーはウィーンに「創造的音楽家協会」を設立しマーラーを名誉会長とした。この協会は、美術の世界におけるウィーン分離派をオマージュした音楽における分離派となることを意識していた。なおこの「創造的音楽家協会」は資金難のため1905年までしか活動することができなかった。
夏にマイアーニックの山荘で交響曲第6番イ短調を書き上げ、交響曲第7番ホ短調の2つの「夜曲」を作曲。1905年夏にはマイアーニックの作曲小屋で残りの第1楽章・第3楽章・第5楽章を作曲して7番も完成に至った。1906年には交響曲第8番のスケッチが完成する。

### 晩年と死

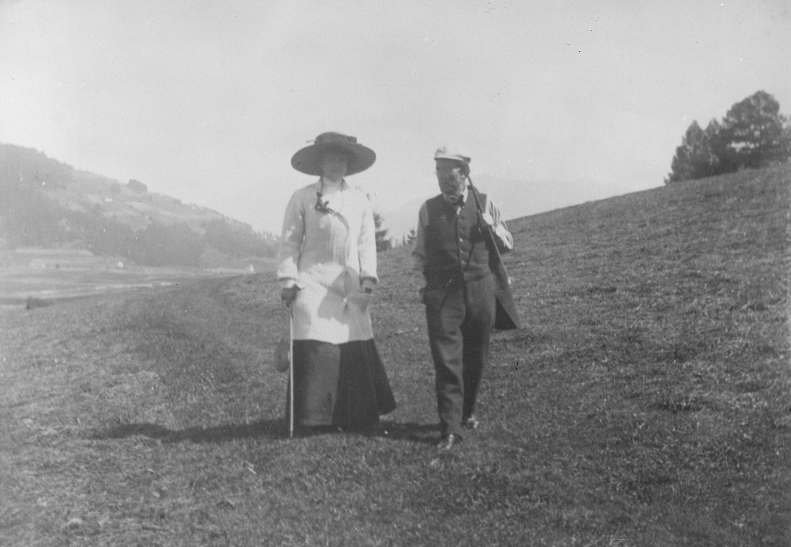
夏休みに別荘付近を散歩するマーラー夫妻（1909）

1907年1月、マーラーが自作の交響曲の指揮のためベルリンなどへ赴いている間、ウィーン宮廷歌劇場では音楽監督が歌劇場を長く離れていることやレパートリーの偏りや反ユダヤ主義的な陰謀論などをめぐって反マーラーのキャンペーンが激しくなる。また出演する歌手や楽団員ともトラブルが多くなり、その度にマーラーは「辞任する」と脅しをかけて沈静化を図ったが、いよいよその脅しも限界に達しつつあった。
厳密にマーラーがどのタイミングで辞任を決意したかは定かでないものの、少なくとも10月5日には宮廷歌劇場の後任にフェリックス・ワインガルトナーが内定し、マーラーの退任式が行われている。
10月15日にはベートーヴェンの『フィデリオ』を歌劇場での最後の演目に、翌11月24日に自作の交響曲第2番「復活」をウィーンフィルでの最後の演目に選び、マーラーはウィーンを去った。
またその年、マーラーの2人の娘、長女のマリア・アンナと次女のアンナ・ユスティーネが猩紅熱を発症し、特にマリア・アンナはジフテリアを併発して亡くなってしまう。さらにマーラー自身もその年に心臓病を診断された。12月、ニューヨークのメトロポリタン歌劇場から招かれ渡米し、交響曲第8番変ホ長調を完成。
1908年1月、マーラーはニューヨークのメトロポリタン歌劇場で3ヶ月間の契約を結んだ。
年明けの1月1日にはメトロポリタン歌劇場でワーグナーの『トリスタンとイゾルデ』を上演しデビューを飾る。
なお活動の場をアメリカに移した一方で夏休みにはヨーロッパへ戻り作曲を続ける生活は変わらず、その年の夏にはトーブラッハ（当時オーストリア領・現在のドロミテ・アルプス北ドッビアーコ）に新たに作曲小屋を建てて『大地の歌』を仕上げる。同年9月19日にはプラハで交響曲第7番の初演が行われた。
1909年、マーラーのこれまでの活躍に感激した銀行家や石油王の夫人などによって当時、資金難に苦しんでいたニューヨーク・フィルハーモニックの指揮者となる代わりに多額の資金援助と楽団の人事に関する多くの権限を手にする。
夏にトーブラッハで『交響曲第9番ニ長調』に着手し、約2カ月で完成させた。
1910年8月、自ら精神分析医ジークムント・フロイトの診察を受ける。18歳年下の妻が自分のそばにいることを一晩中確認せざるを得ない強迫症状と、崇高な旋律を作曲している最中に通俗的な音楽が浮かび、心が掻き乱されるという神経症状に悩まされていたが、フロイトによりそれが幼児体験によるものであるとの診断を受け、劇的な改善をみた。ここへきてようやく、アルマへ彼女の作品出版を勧める。9月12日にはミュンヘンで『交響曲第8番』を自らの指揮で初演し、成功を収めた。

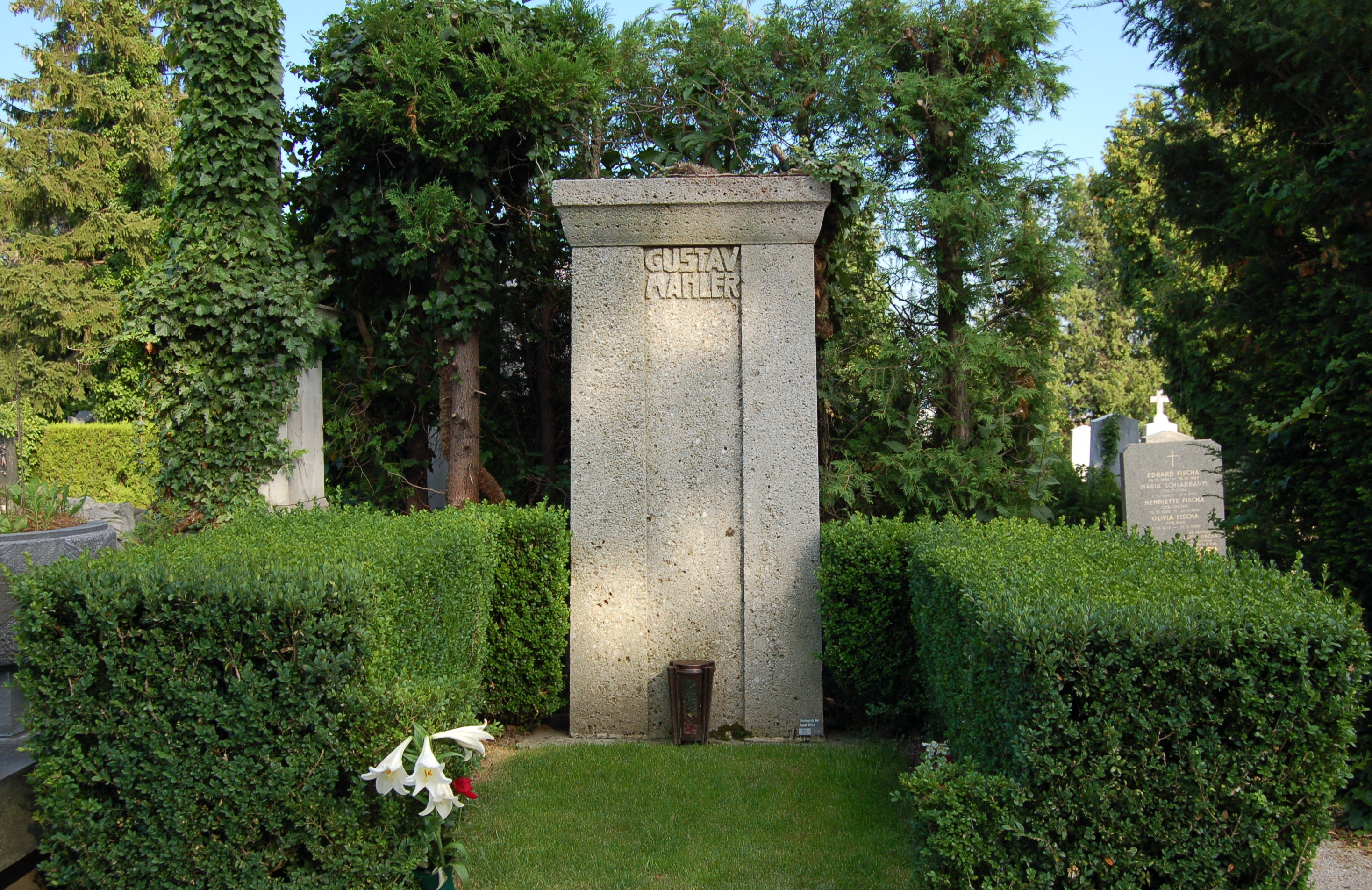
マーラーの眠る墓

1910年冬からの演奏会シーズンもニューヨーク・フィルハーモニックで精力的に演奏会活動を続けていたが、冬に咽喉炎を患い、翌1911年2月にも発熱。この時、発熱を押して臨んだ2月21日のカーネギー・ホールが生涯最後の舞台となった。しかしこの時の発熱が長引き、最終的に連鎖球菌による感染性心内膜炎と診断される。
その後、回復の見込みがないことを悟ると、マーラーはウィーンで最期を迎えることを望み、ヨーロッパへの帰路に着く。
アメリカからヨーロッパへの最後の船旅にはフェルッチョ・ブゾーニとシュテファン・ツヴァイクが同伴した。
パリで治療を受けるが回復の見込みが立たず、最終的に病躯をおしてウィーンに戻る。
5月18日、51歳の誕生日の6週間前に敗血症で死去。暴風雨の夜だった。最期の言葉は「モーツァルトル（Mozarterl）！」だった。
長女マリア・アンナと同じ、ウィーン郊外のグリンツィング墓地に埋葬された。「私の墓を訪ねてくれる人なら、私が何者だったのか知っているはずだし、そうでない連中にそれを知ってもらう必要はない」というマーラー自身の考えを反映し、墓石には「GUSTAV MAHLER」という文字以外、生没年を含め何も刻まれていない。
なお、アルマの墓はその斜め後ろにあり、アルマの2番目の夫との娘でアルバン・ベルクがヴァイオリン協奏曲を捧げたマノン・グロピウスと共に埋葬されている。

## 人物

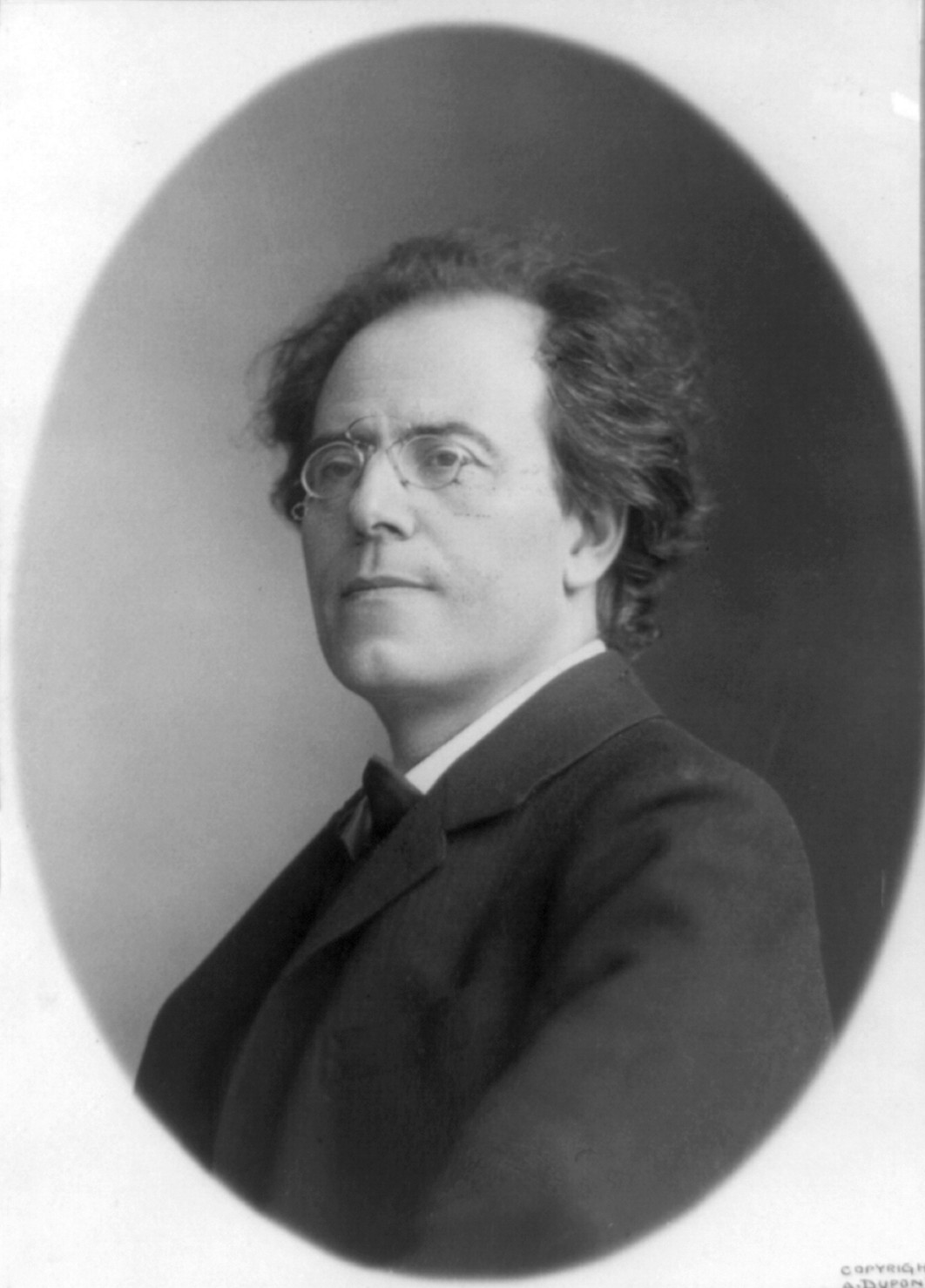
1909年のマーラー

出自に関して、後年マーラーは「私は三重の意味で故郷がない人間だ。オーストリア人の間ではボヘミア人、ドイツ人の間ではオーストリア人、そして全世界の国民の間ではユダヤ人として」と語っている。マーラーは指揮者として高い地位を築いたにもかかわらず、作曲家としてはウィーンで評価されず、その（完成された）交響曲は10曲中7曲（第1番を現存版で考えると8曲）が、オーストリア人にとっては既に外国となっていたドイツで初演されている。マーラーにとって「アウトサイダー（部外者）」としての意識は生涯消えなかったとされ、最晩年には、ニューヨークでドイツ人ジャーナリストに「なに人か」と問われ、そのジャーナリストの期待する答えである「ドイツ人」とは全く別に「私はボヘミアンです（Ich bin ein Böhme.）」と答えている。
酒造業者の息子として育ったマーラーは、「シュパーテンブロイ」という銘柄の黒ビールが好物だった。しかし本人はあまり酒に強くなかった。
アマチュアリズムを大いに好んだとされ、チャールズ・アイヴズの交響曲第3番を褒めちぎったのは、「彼もアマチュアだから」という理由が主なものだったと言われている。
マーラーは自身と同じユダヤ系の音楽家であるブルーノ・ワルター、オットー・クレンペラーらに大きな影響を与えている。特にワルターはマーラーに心酔し、音楽面だけでなく友人としてもマーラーを積極的に補佐した。クレンペラーはマーラーの推薦により指揮者としてのキャリアを開始でき、そのことについて後年までマーラーに感謝していた。そのほか、オスカー・フリートやウィレム・メンゲルベルクなど当時の一流指揮者もマーラーと交流し、強い影響を受けている。なかでも非ユダヤ系のメンゲルベルクは、マーラーから「私の作品を安心して任せられるほど信用できる人間は他にいない」との言葉を得るほど高く評価されていた。メンゲルベルクはマーラーの死後、遺された作品の紹介に努めており、1920年の5月には6日から21日にかけてマーラーの管弦楽作品の全曲を演奏した。
一方、マーラーはその一徹な性格から周囲の反発を買うことも多かった。楽団員からはマーラーの高圧的な態度（リハーサルで我慢できなくなったときに床を足で踏み鳴らす、音程の悪い団員やアインザッツが揃わない時、当人に向かって指揮棒を突き出す、など）が嫌われた。当時の反ユダヤ主義の隆盛とともにマーラーに対する態度は日々硬化しており、ある日、ヴァイオリン奏者の一人が「マーラーがなぜあんなに怒っているのか全く理解できない。ハンス・リヒターもひどいものだがね」と言ったところ、別の者が「そうだね。だけどリヒターは同じ仲間だ。マーラーには仕返ししてやるぜ」と言った。当時のウィーンの音楽ジャーナリズムからも反ユダヤ主義にもとづく不当な攻撃を受けており、これらはマーラーがヨーロッパを脱出した大きな要因である。
なおマーラーの「敵を作りやすい性格」については、クレンペラーがブダペスト放送での談話（1948年11月2日）にて以下の通り擁護している。
“マーラーは大変に活動的な、明るい天性を持っていました。自分の責務を果たさない人間に対してのみ、激怒せざるを得ませんでした。マーラーは暴君ではなく、むしろ非常に親切でした。若く貧しい芸術家やウィーン宮廷歌劇場への様々な寄付がそれを証明しています”
加えてクレンペラーは1951年にも「朗らかでエネルギッシュであったマーラーは、無名の人間には極めて寛大であり助けを惜しまなかったが、思い上がった人間には冷淡だった」「マーラーは真っ暗闇でも、その存在で周囲を明るく照らした」と述べ、マーラーの死後に広まった一面的マーラー観（死の恐れに取り憑かれ、世界の苦を一身に背負い…など）を否定している。
マーラーの死後、評論家たちはマーラーのヨーロッパ脱出を「文化の悲劇」と呼んだ。
しばしば引き合いに出される「やがて私の時代が来る」というマーラーの言葉は、1902年2月のアルマ宛書簡で、リヒャルト・シュトラウスのことに触れた際に登場している。以下がその一文である。
“彼の時代は終わり、私の時代が来るのです。それまで私が君のそばで生きていられたらよいが！だが君は、私の光よ！君はきっと生きてその日にめぐりあえるでしょう！”

## 指揮者として

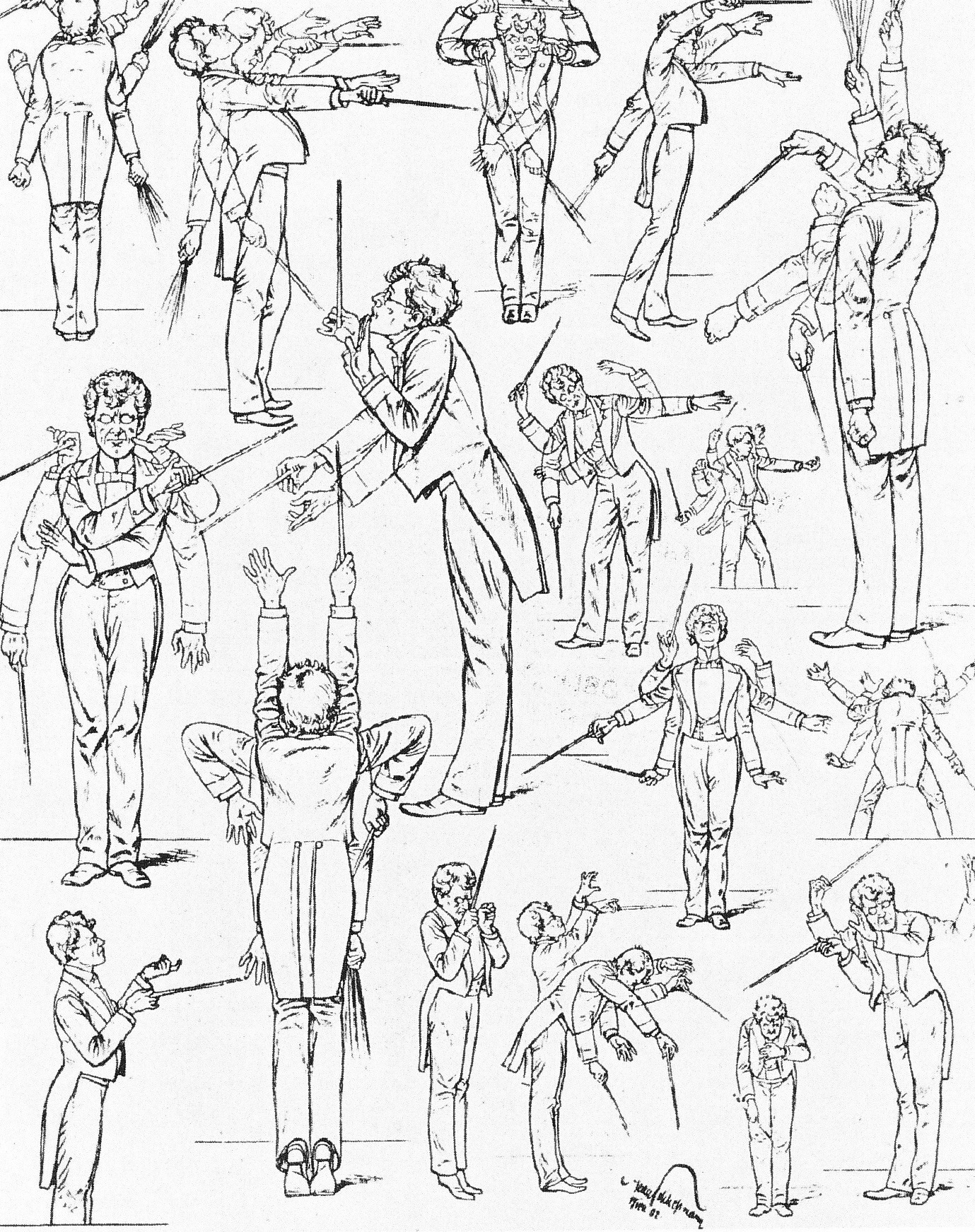
カリカチュア『超モダンな指揮者』（ハンス・シュリースマン作）

マーラーは、当時の楽壇の頂点に登り詰めたトップ指揮者だった。音楽性以上に徹底した完全主義、緩急自在なテンポ変化、激しい身振りと小節線に囚われない草書的な指揮法は、カリカチュア化されるほどの強い衝撃を当時の人々に与えている。その代表的なカリカチュアである『超モダンな指揮者』（Ein hypermoderner Dirigent）には、1901年ウィーン初期の頃の、激しい運動を伴ったマーラーの指揮姿が描かれている。なおその指揮ぶりは次第に穏やかなものとなり、晩年、医師から心臓疾患を宣告されてからは「ほとんど不気味で静かな絵のようだった」（ワルターによる証言）と変化した。
マーラーの指揮者としての名声は早くから高まっており、1890年12月にブダペストで上演された『ドン・ジョヴァンニ』を聴いたヨハネス・ブラームスは、「本物のドン・ジョヴァンニを聴くためには、ブダペストに来なければならない」と語ったという。1892年1月にハンブルクでオペラ『エフゲニー・オネーギン』のドイツ初演を指揮した際は、同席した作曲者チャイコフスキーが、友人への手紙で指揮者マーラーの才能を称賛している。
マーラーは演奏する曲に対して譜面に手を入れることが多く、アルトゥーロ・トスカニーニはマーラーがメトロポリタン歌劇場を去ったのち、手書き修正が入ったこれら譜面を見て「マーラーの奴、恥を知れ！（Shame on a man like Mahler!）」と、憤慨したという逸話が残っている。もっとも、ロベルト・シューマンの『交響曲第2番』『交響曲第3番』の演奏では、トスカニーニはマーラーによるオーケストレーションの変更を多く採用している。
オーケストラ演奏の録音は時代の制約もあり残っていないが、交響曲第4番・5番や歌曲を自ら弾いたピアノロール（最近はスコアの強弱の処理も可能で原典に近い形に復刻されている）、および唯一ピアノ曲の録音（信憑性に問題がある）が残されている。
指揮についてマーラーの言葉が、いくつか残されている。
“全ての音の長さが正確に出せるなら、そのテンポは正しい”
“音が前後互いに重なり、フレーズが理解できなくなるとしたら、そのテンポは速過ぎる”
“識別できる極限のところがプレストの正しいテンポである。それを超えたらもはや無意味である”
“聴衆がアダージョについてこられない時は、テンポを速くするのではなく、逆に遅くせよ”
マーラーは指揮者として多くの改革を実行し、それは現代にも引き継がれている。ブダペスト王立歌劇場時代、マーラーは聴衆の理解のため、ハンガリー語で統一したワーグナーを上演した。当時、オペラ歌手は容貌（舞台映え）がなにより重視されており、上演時にはそれら外部のスター歌手が起用されていた。そのためそれらスターが歌うことの出来る言語が優先され、ひとつのオペラ公演時に複数の言語が混じることすらあった。マーラーは聴衆の理解と歌手の実力を重視し、既存のスターではなく若い歌手を次々起用し歌劇場を活性化させている。ウィーン宮廷歌劇場では、マーラーはさくらを廃止し、ワーグナー・オペラを完全な形で上演した。当時は劇場から雇われた人間が客席に陣取り、やらせの拍手やブラヴォーをし、長大なワーグナー作品はカットされることが常だったのである。

## ブルックナーとの関係
ウィーンを中心に活動した交響曲作曲家の先輩として36歳年上のアントン・ブルックナーがおり、マーラーはブルックナーとも深く交流を持っている。
17歳でウィーン大学に籍を置いたマーラーは、ブルックナーによる和声学の講義を受けている（前出）。同年マーラーは『ブルックナーの交響曲第3番』（第2稿）の初演を聴き、感動の言葉をブルックナーに伝えた（なお演奏会自体は失敗だった）。その言葉に感激したブルックナーは、この曲の4手ピアノ版への編曲をわずか17歳のマーラーに依頼した。これはのちに出版されている。
ブルックナーとマーラーは、その作曲哲学や思想、また年齢にも大きな隔たりがあり、マーラー自身も「私はブルックナーの弟子だったことはない」と述懐しているが、その友好関係は途絶えていない。アルマは「マーラーのブルックナーに対する敬愛の念は、生涯変わらなかった」と記している。ブルックナーの死後でありマーラー自身の最晩年でもある1910年には、ブルックナーの交響曲を出版しようとしたウニヴェルザール出版社のためにマーラーがその費用を肩代わりし、自身に支払われるはずだった多額の印税を放棄している。

## シェーンベルクとの関係
マーラーは14歳年下であるアルノルト・シェーンベルクの才能を高く評価し、また深い友好関係を築いた。
彼の『弦楽四重奏曲第1番』と『室内交響曲第1番ホ長調』の初演にマーラーは共に出向いている。前者の演奏会では最前列で野次を飛ばすひとりの男に向かい「野次っている奴のツラを拝ませてもらうぞ！」と言った。この際は相手から殴りつけられそうになったものの、マーラーに同行していたカール・モルが男を押さえ込んだ。男は「マーラーの時にも野次ってやるからな！」と捨て台詞を吐いた。後者の演奏会では、演奏中これ見よがしに音を立てながら席を立つ聴衆を「静かにしろ！」と一喝し、演奏が終わってのブーイングの中、ほかの聴衆がいなくなるまで決然と拍手をし続けた。この演奏会から帰宅したマーラーは、アルマに対しこう語った。「私はシェーンベルクの音楽が分からない。しかし彼は若い。彼のほうが正しいのだろう。私は老いぼれで、彼の音楽についていけないのだろう」
シェーンベルクの側でも、当初はマーラーの音楽を嫌っていたものの、のちに意見を変え「マーラーの徒」と自らを称している。1910年8月には、かつて反発していたことを謝罪し、マーラーのウィーン楽壇復帰を熱望する内容の書簡を連続して送っている。
ある夜、マーラーがシェーンベルクとツェムリンスキーを自宅に招いたとき、音楽論を戦わせているうち口論となった。反発するシェーンベルクに怒ったマーラーは「こんな生意気な小僧は二度と呼ぶな！」とアルマに言い、シェーンベルクとツェムリンスキーはマーラー宅を「もうこんな家に来るものか！」と出て行った。だが、数週間後にマーラーは「あのアイゼレとバイゼレ（二人のあだ名）は、なぜ顔を見せないのだろう？」とアルマに尋ねるのだった。

## 作風
マーラーは、ポリフォニーについて独自の考えを持っていた。以下は、マーラー自身による結論である。
“諸主題というものは、全く異なる方向から出現しなければならない。そしてこれらの主題は、リズムの性格も旋律の性格も全く違ったものでなければならない。音楽のポリフォニーと自然のポリフォニーとの唯一の違いは、芸術家がそれらに秩序と統一を与えて、ひとつの調和に満ちた全体を造り上げることだ”

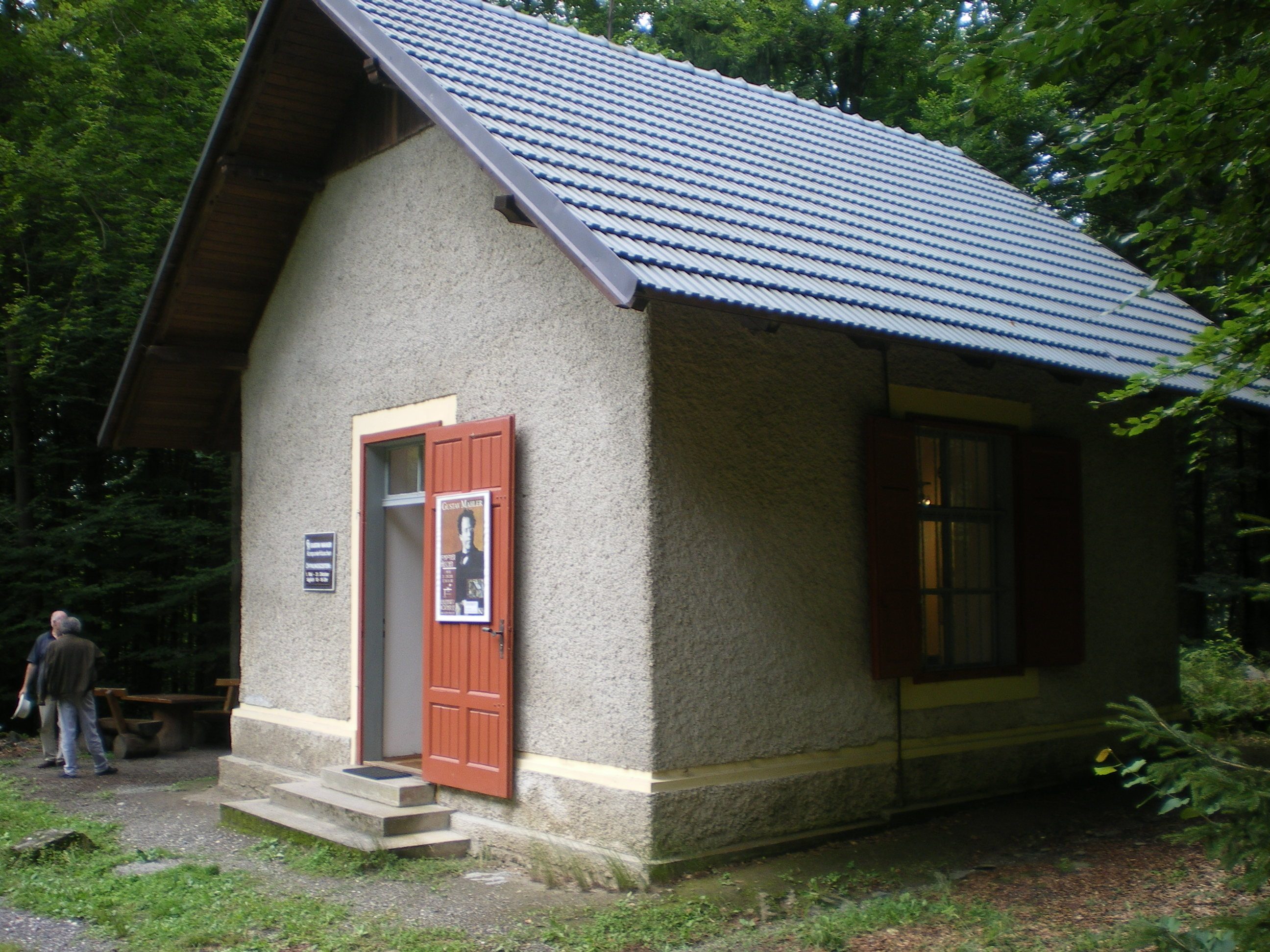
マーラーの作曲小屋

マーラーの交響曲は大規模なものが多く、声楽パートを伴うことが多い。第1番には、歌曲集『さすらう若人の歌』と『嘆きの歌』、第2番は歌曲集『少年の魔法の角笛』と『嘆きの歌』の素材が使用されている。第3番は『若き日の歌』から、第4番は歌詞が『少年の魔法の角笛』から音楽の素材は第3番から来ている。また、『嘆きの歌』は交響的であるが交響曲の記載がなく『大地の歌』は大規模な管弦楽伴奏歌曲だが、作曲者により交響曲と題されていても、出版されたスコアにはその記載がない。
楽器に関し、マーラーはカウベル、鞭、チェレスタ、マンドリン、鉄琴や木琴など、当時としては使用されることが珍しかったものを多く採用した。中でも交響曲第6番で採用した大型のハンマーは、人々の度肝を抜いた。1907年1月に描かれたカリカチュア『悲劇的交響曲（Tragische Sinfonie）』では、奇妙な楽器群の前で頭を抱えたマーラーが描かれている。「しまった、警笛を忘れていた！しかしこれで交響曲をもうひとつ書けるぞ！」（英語版参照）
歌曲も、管弦楽伴奏を伴うものが多いことが特徴となっているが、この作曲家においては交響曲と歌曲の境がはっきりしないのも特徴である。なお現代作曲家のルチアーノ・ベリオは、ピアノ伴奏のままの『若き日の歌』のオーケストレーション化を試みている。
多くの作品において、調性的統一よりも曲の経過と共に調性を変化させて最終的に遠隔調へ至らせる手法（発展的調性または徘徊性調性：5番・7番・9番など）が見られる。また、晩年になるにつれ次第に多調・無調的要素が大きくなっていった。作品の演奏が頻繁に行われるようになったのは1970年代からだが、これは現代音楽において「新ロマン主義」とも呼ばれる調性復権の流れが現れた時期であり、前衛の停滞とともに「多層的」な音響構造の先駆者としてマーラーやアイヴズ、ベルクなどが再評価された。
現在、マーラーの交響曲作品はその規模の大きさや複雑さにもかかわらず世界中のオーケストラにより頻繁に演奏される。その理由について、ゲオルク・ショルティはこう述べている。
“マーラーが偶像視されるようになったのは偶然ではない。演奏の質に関わらず、マーラーの交響曲ならコンサートホールは必ず満員になる。現代の聴衆をこれほど惹きつけるのは、その音楽に不安、愛、苦悩、恐れ、混沌といった現代社会の特徴が現れているからだろう”

## 主要作品

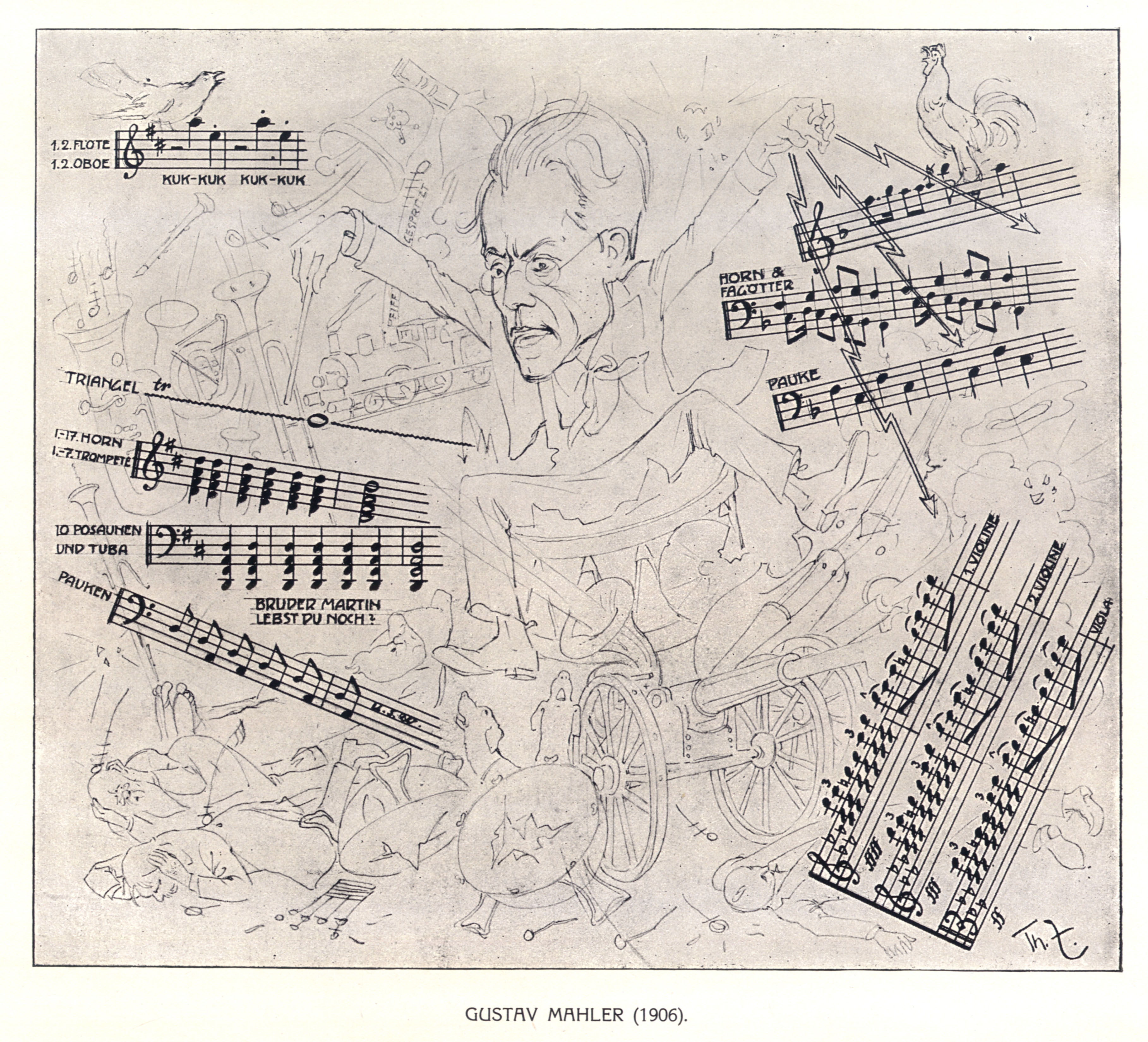
自作の交響曲第1番を指揮するマーラーを描いたカリカチュア（テオ・ツァッシェ作）マーラーの勇猛な指揮ぶりと型破りな作品が共に皮肉られている

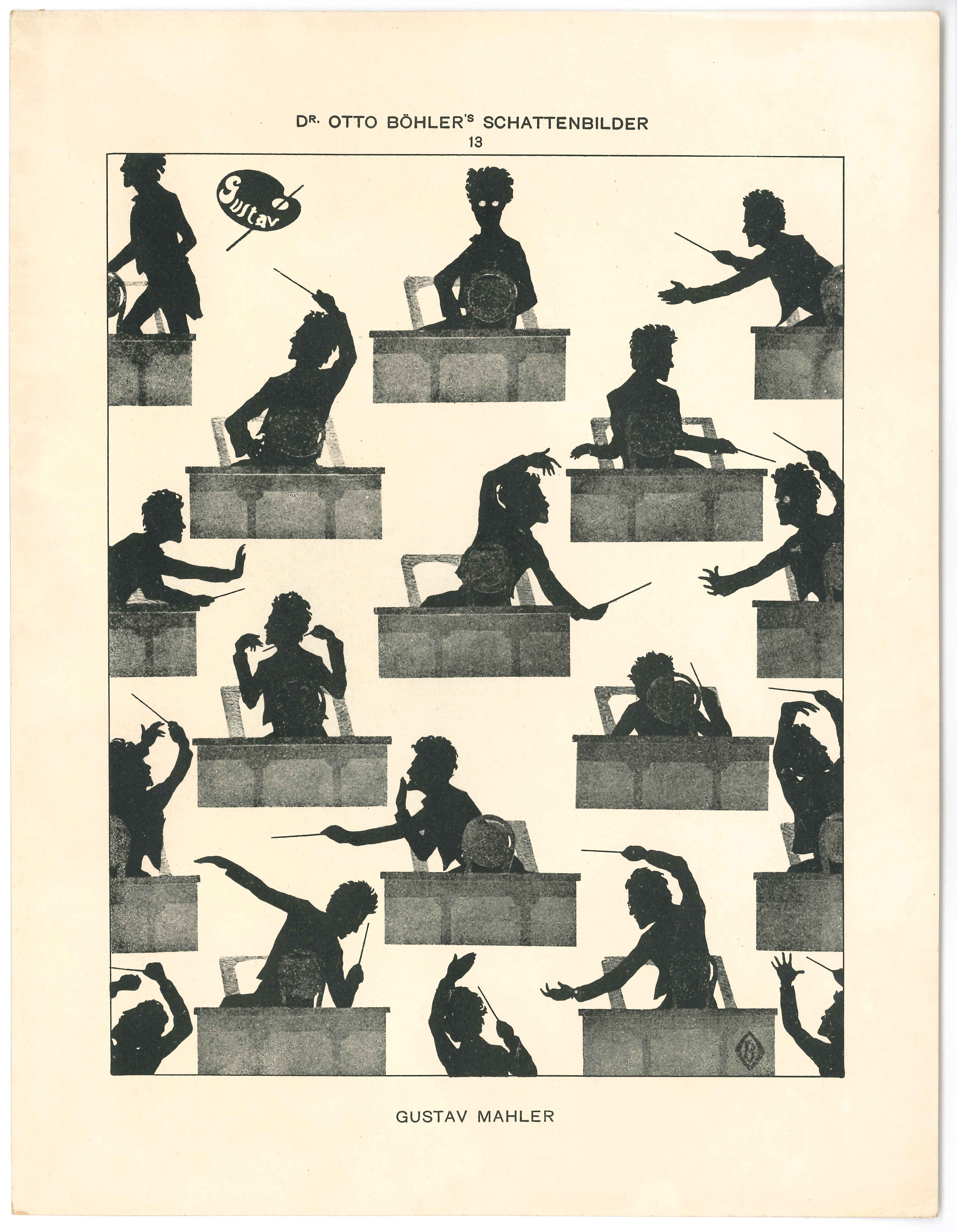
オットー・ベーラーによる影絵

### 交響曲・管弦楽曲
- 交響曲第1番ニ長調（1884-88） - ジャン・パウルの小説に由来する副題『巨人』は、最終的にマーラー自身により削除されている。
- 交響曲第2番ハ短調（1888-94） - 独唱（ソプラノ、アルト）と合唱を伴う。広く知られる副題『復活』は、マーラーによって付けられたものではない。
- 交響曲第3番ニ短調（1893-96） - 独唱（コントラルト）、合唱と少年合唱を伴う。
- 交響曲第4番ト長調（1899-1900） - 独唱（ソプラノ）付。独唱は終曲である第4楽章で歌われる。
- 交響曲第5番嬰ハ短調（1901-02） - マーラー絶頂期の作品。
- 交響曲第6番イ短調（1903-04） - 広く知られる副題『悲劇的』は、マーラーによって付けられたものか不明。中間楽章の配置（演奏順）には、今なお議論がある。
- 交響曲第7番ホ短調（1904-05） - 第2、第4楽章『夜曲（Nachtmusik）』に由来する『夜の歌（Lied der Nacht）』という通称は、後世のものであり、マーラーおよび作品には無関係である[129]。
- 交響曲第8番変ホ長調（1906） - 独唱（各8声部）、2群の合唱、少年合唱付と大オーケストラのための。『千人の交響曲』という名でも知られるが、これは初演時の興行主であるエミール・グートマンが話題づくりのために付けたものであり、マーラー自身はこの呼び名を認めていない[130]。
- 交響曲イ短調『大地の歌』（1908） - 独唱（テノール、コントラルトまたはバリトン）付、最後の歌曲としての分類もある。
- 交響曲第9番ニ長調（1909）
- 交響曲第10番嬰ヘ長調（1910） - 未完成。デリック・クックらによる補作（完成版）あり。

### 声楽曲
- カンタータ『嘆きの歌』（Das klagende Lied, 1878-80）
- 歌曲集『若き日の歌』（Lieder und Gesänge, 1880-91） - 全3集14曲
- 歌曲集『さすらう若者の歌』（Lieder eines fahrenden Gesellen, 1883-85） - 全4曲
- 歌曲集『少年の魔法の角笛』（Des Knaben Wunderhorn, 1892-98） - 全12曲
- リュッケルトの詩による5つの歌（Rückert-Lieder, 1901-03） - 全5曲
- 歌曲集『亡き子をしのぶ歌』（Kindertotenlieder, 1901-04） - 全5曲

### その他の作品
- ピアノ四重奏曲断章 イ短調（1876） - ウィーン音楽院に在籍していた頃の室内楽曲。1973年に再発見されている。
- 交響的前奏曲ハ短調（1876頃） - 偽作とみなされることが多い。ブルックナーの管弦楽曲・吹奏楽曲も参照のこと。
- 交響詩『葬礼』（Todtenfeier, 1891） - 本来、交響曲第2番の第1楽章の初稿である。
- 花の章（Blumine, 1884-88） - 本来、交響曲第1番の第2楽章として作曲されたが、1896年の改訂で削除された。

### オペラ
以下の3曲のオペラはいずれも完成されず、そのまま破棄（もしくは紛失）している。
- 『シュヴァーベン侯エルンスト』（Herzog Ernst von Schwaben, 1875-78）
- 『アルゴー船の人々』（Die Argonauten, 1878-80）
- 『リューベツァール』（Rübezahl, 1879-83）

### 編曲作品
- ウェーバー：オペラ『3人のピント』の補筆

原曲は1820年から21年にかけて作曲されたが未完成に終わったため、作曲者の孫にあたるカール・フォン・ウェーバーがマーラー（当時26歳）に補筆を依頼し、1887年に完成された。補筆版の初演は1888年にライプツィヒの市立歌劇場でマーラーの指揮により行われている。
- ブルックナー：交響曲第3番 ニ短調『ワーグナー』

1878年に原曲を4手ピアノ用に編曲したもの。
- ベートーヴェン：交響曲第3番 変ホ長調 作品55『英雄』・第5番 ハ短調 作品67『運命』・第7番 イ長調 作品92・第9番 ニ短調 作品125『合唱付き』

交響曲第9番の第1楽章にトロンボーンやチューバを取り入れている。
- ベートーヴェン：弦楽四重奏曲第11番『セリオーソ』

原曲を弦楽合奏版にしたもの。
- シューベルト：交響曲第8番ハ長調『ザ・グレート』 D944
- シューベルト：弦楽四重奏曲第14番『死と乙女』

原曲を弦楽合奏版にしたもの。
- シューマン：交響曲全曲

近年ではリッカルド・シャイーがこの編曲版を全曲録音している。
- J.S.バッハ：管弦楽組曲（1909年）

原曲の第2番と第3番のなかから5曲を選び、新しい組曲の形式へと編曲したもの。

## 親族
- ベルンハルト・マーラー - 父
- マリー・ヘルマン - 母
- イージドール、エルンスト、レオポルディーネ、カール、ルドルフ、アロイス、ユスティーネ、アルノルト、フリードリヒ、アルフレート、オットー（英語版）、エマ、コンラート - マーラーの兄弟たち。そのうち半数は生まれてすぐ亡くなってしまう。
- アルマ・シントラー - 妻
- マリア・アンナ - マーラーの娘。ジフテリアで夭逝してしまう。

- アンナ・マーラー（英語版） - マーラーの娘。彫刻家。
- アルトゥル・マーラー（英語版） - マーラーのいとこ。オーストリアの考古学者。
- フリッツ・マーラー（英語版） - 父親がグスタフ・マーラーのいとこ。オーストリアの指揮者。
- エミール・ヤーコプ・シンドラー - 義父、画家

## マーラーに関連する事物

### 楽団
- グスタフ・マーラー・ユーゲント管弦楽団 - 1986年にクラウディオ・アバドにより設立されたオーケストラ。ユーゲント（若者）の名称通り、団員資格は26歳以下である。
- マーラー室内管弦楽団 - 1997年に、アバドとグスタフ・マーラー・ユーゲント管弦楽団のOBにより設立された室内管弦楽団。

### 芸術作品
- 『マーラー』 - 1974年、ケン・ラッセル監督の映画。
- クリムト『ベートーヴェン・フリーズ（英語版）』 - マーラーをモデルとした人物が描かれているとされる。
- トーマス・マンの小説『ヴェニスに死す』 - 主人公（グスタフ・フォン・アッシェンバッハ Gustav von Aschenbach）は、マーラーにインスピレーションを得て創作された人物とされている。
- 『ベニスに死す』 - 上記小説の映画化。ルキノ・ヴィスコンティ監督作品。原作での小説家という設定は作曲家に変更されて更にマーラーを思わせるものになっただけでなく、マーラーの交響曲第5番の第4楽章（および交響曲第3番の第4楽章）が映画音楽として使われた。さらに劇中、原作にはない「アルフレッド」という名のシェーンベルクを思わせる人物を登場させ、主人公と音楽論を戦わせるシーンを用意している。
- 同じくマンの小説『ファウストゥス博士』 - 主人公（アドリアン・レーヴァーキューン Adrian Leverkühn）が作曲家に設定されており、こちらもマーラー (あるいはシェーンベルク)を想定しているとされている。
- サントリーローヤル テレビCM（1986年）
- 『Bride of the Wind』 - 2001年、ブルース・ベレスフォード監督の映画（日本未公開）。『Bride of the Wind』（風の花嫁）は、アルマ未亡人の恋人になった画家、オスカー・ココシュカの代表作（1914年）のタイトルでもある。
- 『グスタフ・マーラー 時を越える旅』（Gustav Mahler - Sterben werd'ich um zu leben） - 1987年、ヴォルフガング・レゾウスキー監督のオーストリア・西ドイツ合作映画（原題は交響曲第2番終楽章の歌詞「私は生きるために死のう」にもとづく）
- 『マーラー 君に捧げるアダージョ』 - 2010年、パーシー・アドロン、フェリックス・アドロン監督のドイツ・オーストリア合作映画
- 『Requiem in Vienna』 - 2010年、J・シドニー・ジョーンズ（J. Sydney Jones）作のウィーンを舞台にしたミステリー・シリーズの第2作。- ウィーン宮廷歌劇場の芸術監督グスタフ・マーラーの命を狙う事件が続発し……。
- 『The Premiere: A Case of the Ridiculous and the Sublime』- 2012年、スティーヴン・リース（Stephen Lees）作の小説。1910年、交響曲第8番のロンドン初演をめぐる物語。語り手はマーラーの友人のフリードリヒ・レーア。
- ジェイソン・スター（en:Jason_Starr_(filmmaker)）監督がマーラー作品にまつわる映画（What the Universe Tells Me: Unraveling the Mysteries of Mahler's Third Symphony; Of Love, Death and Beyond – Exploring Mahler's "Resurrection" Symphony; Everywhere and Forever – Mahler's Song of the Earth）、マーラー研究家のアンリ＝ルイ・ド・ラ・グランジュの伝記映画 (For the Love of Mahler: The Inspired Life of Henry-Louis de la Grange)、さらにマーラー作品のコンサート映像をいくつか製作している。

### その他
小惑星(4406) Mahlerはマーラーの名前にちなんで命名された。